# Beryx mollis
Beryx mollis är en fiskart som beskrevs av Abe, 1959. Beryx mollis ingår i släktet Beryx och familjen beryxfiskar. Inga underarter finns listade.